# Miou Miou
Miou Miou je česká pop-alternativní hudební skupina, která vznikla na jaře roku 2003. Stylově se Miou Miou pohybují kdesi na pomezí francouzsky zpívaného indie popu s retroelektro příchutí a alternativní hudby, ale nechávají si pootevřená vrátka i do ostatních žánrů. Zvuk kapely je založen na prolínání repetitivních kytarových linek s analogovými klávesami, dynamických kontrastech, hravosti a něžném dívčím zpěvu. Francouzštinu si kapela jako vyjadřovací prostředek vybrala pro její křehkost, jemnost a nonšalanci.

## Historie
Skupina vznikla na jaře roku 2003. V roce 2004 vydala na vlastním labelu Purrr Records minialbum nazvané 6 chants pour les chats. Skladba Rendre temps z EP se objevila jako součást soundtracku, který sestavil Jan P. Muchow k slovenskému filmu režisérky Kataríny Šulajové O dve slabiky pozadu.
Začátkem roku 2005 vydali singl Analogue & Acoustique. V témže roce nahráli hudbu k animovanému filmu Baničtí rytíři režisérky Terezy Roháčkové a podíleli se na audiovizuální módní přehlídce Ne-čas výtvarnice Hany Kubešové v brněnském klubu Fléda. V roce 2006 složil klávesista Jára Tarnovski hudbu k výtvarné instalaci Evy Koupové Prostor a kyvadlo (Libeňská synagoga na Palmovce, Praha).
Jejich debutové album nazvané La La Grande Finale vyšlo v ČR v roce 2006 na značce Piper Records. Desku produkoval Jára Tarnovski společně s kapelou. Mix alba měl na starosti Ondřej Ježek.
Album vyšlo 25. srpna 2007 v rozšířené verzi také v Japonsku na nezávislém labelu Rallye/Klee mj. (Psapp, Au Revoir Simone, Klaxons, Yacht, Montag, Lo-Fi Fnk). Autorem obalu remasterované verze desky je respektovaný japonský výtvarník Ryoko Ishii. V roce 2008 pak vyšlo album v licenci pro USA, Mexiko, Austrálii a Asii/Pacifik u prestižního chicagského vydavatelství Minty Fresh Records (mj. The Cardigans, The Waterboys, Husky Rescue, Komeda, Veruca Salt). Videoklip k prvnímu singlu z alba A l'été de la Saint-Martin '68 natočila australská režisérka Genevieve Bailey. Stejná skladba vyšla na CD sampleru prestižního amerického hudebního magazínu Paste Magazine (srpen 2008). Deska La La Grande Finale se stala albem týdne podle serverů Indiepop.it, Musicserver.cz a Mix.cz, událostí týdne podle časopisu Ex/Reflex a belgický magazín Pop'n Cherries ji zařadil mezi 50 nejlepších alb roku 2006. V červnu 2008 se Miou Miou stali Artist of The Week na londýnském nezávislém Radiu Nowhere. V srpnu 2008 se album La La Grande Finale dostalo na druhou příčku CMJ New World Chart kalifornského kultovního radia KXLU. Skladby z americké verze La La Grande Finale byly nasazeny do vysílání v největší chicagské alternativní rozhlasové stanici WXRT. Dále byly zařazeny do playlistů stanic KCRW, KUCI, WMBR, KDHX, KBGA, WRIR, WRCT, RRR, KALX, KDVS, WNYU a dalších.
Miou Miou remixovali skladby sanfranciských Deerhoof, bratislavských Longital a ambientího projektu Kora et le Mechanix. Jára Tarnovski zremixoval skladbu Âme et peau toskánské kapely Kiddycar. Miou Miou společně koncertovali mj. s německou indiepopovou písničkářkou Masha Qrella, B. Fleischmannem, Nouvelle Vague, kapelami Nierika, Khoiba, Tata Bojs, Atlantic Cable nebo se slovenskými skupinami Živé kvety, Vetroplach a Blue Sundown.
Kytarista Tomáš Knoflíček a klávesista a producent Jára Tarnovski založili na konci roku 2007 elektronický projekt Gurun Gurun.
25. listopadu 2008 vyšlo remixové album Miou Miou Électronique (MiouMixes), na kterém se podíleli např. B. Fleischmann, Montag, Lullatone, aus, WWW, Sawako, Longital, Miyauchi Yüri, Moskitoo a další. Album vyšlo v roce 2009 také v Japonsku u labelu Rallye.

## Členové
- Karolína Dytrtová – zpěv, klávesy, perkuse
- Jára Tarnovski – klávesy, melodica, sampling, fxs, vibrafon
- Tomáš Knoflíček – kytary, sampling, fxs, zpěv
- Břetislav Oliva – basa, kytary, banjo, harmonika, zpěv
- Petr Krásný – bicí, perkuse

## Diskografie

### alba
- La La Grande Finale (Piper Records 2006, digitálně na Slnko records)
- La La Grande Finale (Rallye/Klee 2007, japonská rozšířená verze)
- La La Grande Finale (Minty Fresh 2008, US verze)
- Électronique /MiouMixes/ (Piper Records 2008, digitálně na Slnko records)
- Électronique /MiouMixes/ (Rallye Label 2009)

### EP a singly
- 6 chants pour les chats (EP, Purrr Records 2004)
- Analogue & Acoustique (SP, Purrr Records 2005)

### kompilace a soundtracky
- Autumn Harvest (kompilace, Championship Records 2005, MM: Mon Minet)
- Playlist vol.2 (kompilace, Filter 2006, MM: Sublime)
- O dve slabiky pozadu (OST, Trigon Production 2007, MM: Rendre Temps)
- Rallye Label Compilation 2007 (kompilace, Rallye Label 2007, MM: Le petit punk)
- This Is Minty Fresh vol. 1 (kompilace, Minty Fresh Records 2007, MM: A l'été de la Saint-Martin '68)
- This Is Minty Fresh vol. 2 (kompilace, Minty Fresh Records 2007, MM: La grande sucrerie)
- This Is Minty Fresh vol. 3 (kompilace, Minty Fresh Records 2008, MM: La chambre voisine)
- Paste Magazine Sampler Issue 45 (kompilace, Paste Magazine 2008, MM: A l'été de la Saint-Martin '68)
- Jon B.'s BOC Best Of 2008! - WMBR Mix CD (kompilace, WMBR 2008, MM: La chambre voisine)
- Compilation Europavox (kompilace, Europavox 2009, MM: A l'été de la Saint-Martin '68)